# Кубок світу з біатлону 2007—2008 — етап 5
П'ятий етап  Кубка світу з біатлону 2007–2008 відбувався в Рупольдинзі, Німеччина, з 8 січня по  13 січня 2008 року.

## Гонки
Розклад гонок наведено нижче
| Дата     | Час       | Гонка                            |
| -------- | --------- | -------------------------------- |
| 9 січня  | 17:20 CET | Жінки, естафета 4х6 км           |
| 10 січня | 17:20 CET | Чоловіки, естафета 4х7,5 км      |
| 11 січня | 14:15 CET | Жінки, спринт 7,5 км             |
| 12 січня | 14:15 CET | Чоловіки, спринт 10 км           |
| 13 січня | 13:15 CET | Жінки, переслідування 10 км      |
| 13 січня | 15:15 CET | Чоловіки, переслідування 12,5 км |

## Призери

### Чоловіки
| Гонка:                                                                        | Золото:                                                                            | Час                                           | Срібло:                                                        | Час                                           | Бронза:                                                            | Час                                                       |
| Естафета, 4х7,5 км Протокол [Архівовано 7 грудня 2014 у Wayback Machine.]     | Норвегія Еміль Хегле Свендсен Руне Братсвеен Халвар Ханевольд Уле-Ейнар Б'єрндален | 1:27:06.9 (0+0) (0+0) (0+0) (0+1) (0+2) (0+1) | Росія Іван Черезов Микола Круглов Дмитро Ярошенко Максим Чудов | 1:27:26.2 (0+0) (0+1) (0+1) (0+0) (0+1) (0+2) | Німеччина Міхаель Рьош Александер Вольф Карстен Пумп Міхаель Грайс | 1:27:52.2 (0+0) (0+1) (0+0) (0+2) (0+1) (0+2) (0+1) (0+0) |
| Спринт 10 км Протокол [Архівовано 7 грудня 2014 у Wayback Machine.]           | Міхаель Грайс Німеччина                                                            | 24:59.2 (0+0)                                 | Максим Чудов Росія                                             | 25:19.0 (1+0)                                 | Александер Вольф Німеччина                                         | 25:29.7 (0+1)                                             |
| Переслідування 12,5 км Протокол [Архівовано 7 грудня 2014 у Wayback Machine.] | Міхаель Грайс Німеччина                                                            | 36:23.4 (0+0+0+1)                             | Максим Чудов Росія                                             | 36:51.6 (1+1+1+0)                             | Еміль Хегле Свендсен Норвегія                                      | 37:17.3 (0+0+1+0)                                         |

### Жінки
| Гонка:                                                                      | Золото:                                                                  | Час                                                     | Срібло:                                                                     | Час                                                       | Бронза:                                                                  | Час                                                       |
| Естафета 4 x 6 км Протокол [Архівовано 7 грудня 2014 у Wayback Machine.]    | Німеччина Катрін Гітцер Маґдалена Нойнер Сабріна Бухгольц Каті Вільгельм | 1:17:56.0 (1+3 (0+1) (0+0 (2+3) (0+3) (0+0) (0+0) (0+0) | Норвегія Тура Бергер Анне Ігштатбьорг Сольвей Рьогштад Анн Крістін Флатланд | 1:18:20.3 (0+1) (0+1) (0+0) (0+1) (0+1) (0+0) (0+2) (0+3) | Росія Світлана Слєпцова Ольга Анісімова Катерина Юр'єва Наталія Сорокіна | 1:19:11.9 (0+3) (1+3) (0+0) (0+1) (0+0) (0+0) (0+1) (0+2) |
| Спринт, 7,5 км Протокол [Архівовано 7 грудня 2014 у Wayback Machine.]       | Світлана Слєпцова Росія                                                  | 24:25.4 (0+0)                                           | Гелена Екгольм Швеція                                                       | 24:43.7 (0+0)                                             | Каті Вільгельм Німеччина                                                 | 24:46.6 (0+2)                                             |
| Переслідування 10 км Протокол [Архівовано 7 грудня 2014 у Wayback Machine.] | Сольвей Рьогштад Норвегія                                                | 33:43.2 (0+0+0+0)                                       | Каті Вільгельм Німеччина                                                    | 33:55.8 (0+1+1+0)                                         | Кайса Мякяряйнен Фінляндія                                               | 34:14.1 (1+0+0+0)                                         |